# Konah
Konah è un comune (in francese sous-préfecture) della Guinea, parte della regione di Labé e della prefettura di Tougué.